# 国際連合安全保障理事会決議552
国際連合安全保障理事会決議552（こくさいれんごうあんぜんほしょうりじかいけつぎ552、英: United Nations Security Council resolution 552）は、1984年6月1日に国際連合安全保障理事会で採択された決議である。
安保理は、バーレーン、クウェート、オマーン、カタール、サウジアラビア、アラブ首長国連邦により、イランが船舶を攻撃していることについての苦情申し立てがあったことを踏まえ、イランの攻撃を非難し、加盟国に対して、国際関係において脅威や武力の行使を控えるべきであると繰り返し主張した。
また、すべての加盟国に対して、イラン・イラク戦争に関わりがない国の領土保全を尊重した上で、国際法に基づく公海の自由航行も尊重するように求め、イランに対して、サウジアラビアとクウェートの港を発着する商船への攻撃をやめるように要求し、仮にこの決議が履行されない場合には、この問題に対して講じ得る行動についてさらに議論せねばならないだろうと結論付けた。
また、国連のハビエル・ペレス・デ・クエヤル事務総長に対して、安保理決議552の履行の進捗状況について報告するように求めた。
決議は、ニカラグアとジンバブエが棄権したものの、賛成13で採択された。
安保理決議552において、イランによる船舶への攻撃が非難されたが、それ以前にイラクも不特定多数に対して攻撃していたため、イランは不公平であると主張した。
採択から数日後、サウジアラビアのF-15戦闘機2機が、サウジアラビアの領空でイランのF-4戦闘機2機を撃墜した。